# A984 road
Die A984 road ist eine A-Straße in Schottland. In Dunkeld beginnend, verläuft sie durch die ländlichen Regionen der Council Area Perth and Kinross bis Coupar Angus.

## Verlauf
Im Westen beginnt die Straße als Abzweigung der A923 in Dunkeld, direkt nördlich der denkmalgeschützten Dunkeld Bridge über den Tay. Die A923 kreuzt direkt südlich von Dunkeld die A9 und bindet die A984 indirekt an diese bedeutende Fernverkehrsstraße an. Sie folgt zunächst weitgehend dem Lauf des Tay in östlicher Richtung und schneidet die Ortschaften Caputh, Spittalfield und Meikleour. Auf diesem Teilstück zweigen die B947 sowie die B9099 von der A984 ab. Jenseits von Meikleour kreuzt die A93 und die Straße folgt fortan dem Lauf des Isla. Sie quert das Lunan Water und endet nach einer Gesamtlänge von 21,8 km nördlich von Coupar Angus wiederum an der A923.